# حارية كبيرة الرأس
حارية كبيرة الرأس (الاسم العلمي: Echis  megalocephalus) (بالإنجليزية: Cherlin's Saw-scaled Viper, Large-headed Carpet Viper)‏ هي نوع من الثعابين تتبع جنس الحارية من فصيلة الأفاعي.